# شهرستان جینگیانگ
شهرستان جینگیانگ (به لاتین: Jingyang County) یک منطقهٔ مسکونی در چین است که در شیان‌یانگ واقع شده‌است. شهرستان جینگیانگ ۷۹۲ کیلومتر مربع مساحت و ۴۸۷٬۷۴۹ نفر جمعیت دارد.